# Helmut Kurrat
Helmut Kurrat (* 3. Juli 1959) ist ein ehemaliger deutscher Handballspieler und aktueller Handballtrainer.
Zum Handball kam der 1,96 m große Rückraumspieler  durch die Schulsportgemeinschaft der Magdeburger Oskar-Linke-Schule (1971). Zwei Jahre später kam er dann auf die KJS. 1979 absolvierte sein erstes Spiel für die Männerschaft des SC Magdeburg (EC der Landesmeister gegen den polnischen Landesmeister Hutnik Kraków). Mit diesem Team gewann Kurrat sechs DDR-Landesmeistertitel (1980–1985), einen FDGB-Pokal (1984) und einen Europapokal im Landesmeisterwettbewerb, sowie die Europameisterschaft für Vereinsmannschaften (1981).
Nach seinem frühen Karriereende 1986 (Achillessehnenprobleme) wurde er Sportlehrer an der Ingenieurhochschule Köthen und zugleich Nachwuchstrainer, später Cheftrainer bei der HG 85 Köthen. 1992 wechselte er dann zum Fermersleber SV. Zugleich wurde Kurrat Trainer der männlichen Landesjugend sowie Trainer im DHB-Nachwuchsbereich (u. a. Vize-Europameister mit dem Jahrgang 1984 im Jahr 2003). Ab der Saison 2007/08 war er verantwortlicher Jugendkoordinator beim SC Magdeburg und Trainer der zweiten Mannschaft des SCM. Nach der Beurlaubung von Bogdan Wenta übernahm er interimsweise den Trainerposten bei der ersten Mannschaft, den SC Magdeburg Gladiators.
Seit 2009 ist er Leiter des Olympiastützpunktes Sachsen-Anhalt. Im Mai 2025 wurde er zum Präsident des HV Sachsen-Anhalt gewählt.